# Бедрія
Бедрія (рос. Бедрия) — колишній населений пункт (урочище, хутір) у Барашівській волості Житомирського і Коростенського повітів Волинської губернії та Сушківській і Білківській сільських радах Барашівського району Коростенської і Волинської округ.

## Населення
Станом на 1906 рік в урочищі нараховувалося 8 дворів та 45 мешканців.
Кількість населення, станом на 1923 рік, становила 15 осіб, кількість дворів — 1, на 1924 рік — 50 мешканців та 9 дворів.

## Історія
В 1906 році — урочище в складі Барашівської волості (1-го стану) Житомирського повіту Волинської губернії. Відстань до повітового та губернського центру, м. Житомир, становила 79 верст, до волосної управи, в с. Бараші — 24 версти. Найближче поштово-телеграфне відділення розташовувалось в містечку Горошки.
В березні 1921 року, в складі волості, увійшло до новоствореного Коростенського повіту Волинської губернії. У 1923 році урочище включене до складу новоствореної Сушківської сільської ради, котра, від 7 березня 1923 року, стала частиною новоутвореного Барашівського району Коростенської округи. Розміщувалася за 24 версти від районного центру, с. Бараші, та 2 версти від центру сільської ради, с. Сушки. 12 січня 1924 року, відповідно до рішення Волинської ГАТК № 6/1 «Про зміни в межах округів, районів і сільрад», хутір передано до складу Білківської сільської ради Барашівського району.
Знятий з обліку населених пунктів до 1 жовтня 1941 року.